# The Walking Stick
The Walking Stick és una pel·lícula britànica de drama criminal del 1970 dirigida per Eric Till i protagonitzada per David Hemmings i Samantha Eggar. Es basa en la novel·la homònima del 1967 escrita per Winston Graham. La "Cavatina" usada com a tema de la pel·lícula serà usada també vuit anys després com a tema de la pel·lícula El caçador (1978). Va participar en la selecció oficial del Festival Internacional de Cinema de Sant Sebastià 1970.

## Argument
Deborah Dainton pateix una coixesa a causa de la poliomielitis. El tractament per a la malaltia des que era nena la ha deixat claustrofòbica i reclusiva a grans multituds. La seva vida rígida i controlada es transforma quan coneix a un artista radical, Leigh Hartley, en una festa a la qual acudeix per complaure els seus pares. Tot i que no li interessa Leigh, la seva persistència dona els seus fruits quan finalment accepta sortir amb una cita. Inicialment Deborah es mostra a la defensiva amb Leigh. Leigh porta Deborah a casa seva per prendre un cafè, on demana pintar el seu retrat, cosa que inicialment declina, però finalment permet. Un temps després, Deborah persuadeix Leigh per veure si pot vendre alguna de les seves obres d'art a un museu, però la seva obra és clarament rebutjada. La parella després intenta fer l'amor a casa de Leigh, però Deborah pateix un atac de pànic, que li provoca vergonya. Tanmateix, Leigh la tranquil·litza, dient que no li importa i després proposa que Debora es mogui amb ell, i ella accepta, amb consternació dels seus pares.
Deborah aviat descobreix que Leigh havia estat casat. Quan ella s'enfronta a ell, es disculpa i diu que no volia que arruïnés la seva relació. Finalment, Leigh i Deborah tenen previst comprar una antiga botiga d'antiguitats per vendre el seu art, així com qualsevol valuosa antiguitat que exploti Deborah. Tot i això, Leigh creu que la parella no s'ho pot permetre i demana ajuda a Deborah en un robatori en el qual li diu que personalment no tindrà res a veure. Deborah treballa en una antiga botiga que té un valor de 200.000 £. Leigh diu que si Deborah ofereix detalls de seguretat de la botiga d'antiguitats als seus lladres associats, la parella rebrà alguns dels diners robats per obrir la seva botiga.
Deborah no s'hi sent còmoda, però, sabent que Leigh es veuria obligat a participar en el robatori, independentment de si l'ajuda o no, accepta ajudar-lo. Aviat, Deborah es troba obligada a participar físicament en el robatori quan un guàrdia que els lladres havien subornat per permetre'ls l'entrada a la botiga d'antiguitats es posa malalt. El robatori és un èxit i, després de ser interrogada per la policia, Deborah evita ser sospitosa. Tanmateix, la culpabilitat per la seva participació en el robatori la deixa malalta. Poc després, es revela que una dona que ja havia aparegut al lloc de Leigh abans del robatori no era qui Leigh li va dir.
Leigh li havia dit a Deborah que la dona era veïna del seu pare i que havia anat a casa seva per informar-lo que estava malalt. Tanmateix, quan Deborah torna a topar amb aquesta dona a casa de Leigh després de l'atracament, s'assabenta de la dona que en realitat és la mare de Leigh i que el seu pare està bé. Deborah investiga una mica més i arriba a la conclusió que la seva relació amb Leigh a la festa havia estat planificada per Leigh i els seus col·laboradors. Deborah descobreix que era planejat que havia de ser la persona que havia de deixar entrar els lladres a la botiga d'antiguitats; no hi havia hagut mai un guàrdia subornat.
Quan ella enfronta a Leigh les seves revelacions, finalment confessa. Tot i així, subratlla que l'estima de debò. Leigh suplica a Deborah que es quedi amb ell, però, en adonar-se que no té cap esperança, reflexiona: "És com és l'amor fràgil? Tot alhora, tot? Tot alhora? Debora sola, envia una carta a l'inspector que investiga el robatori i es deixa que l'audiència suposi que la carta és una confessió dels noms de tots els implicats en el robatori.

## Repartiment
- David Hemmings - Leigh Hartley
- Samantha Eggar - Deborah Dainton
- Emlyn Williams - Jack Foil
- Phyllis Calvert - Erica Dainton
- Ferdy Mayne - Douglas Dainton
- Francesca Annis - Arabella Dainton
- Bridget Turner - Sarah Dainton
- Dudley Sutton - Ted Sandymount
- John Woodvine - Bertie Irons
- Basil Henson - Inspector Malcolm
- Anthony Nicholls - Lewis Maud